# Kuntzig
Kuntzig (Duits: Künzig)   is een gemeente in het Franse departement Moselle (regio Grand Est). De gemeente maakt deel uit van het arrondissement Thionville. Kuntzig telde op 1 januari 2022 1.365 inwoners.

## Geografie
De oppervlakte van Kuntzig bedroeg op 1 januari 2022 4,51 vierkante kilometer; de bevolkingsdichtheid was toen 302,7 inwoners per km².

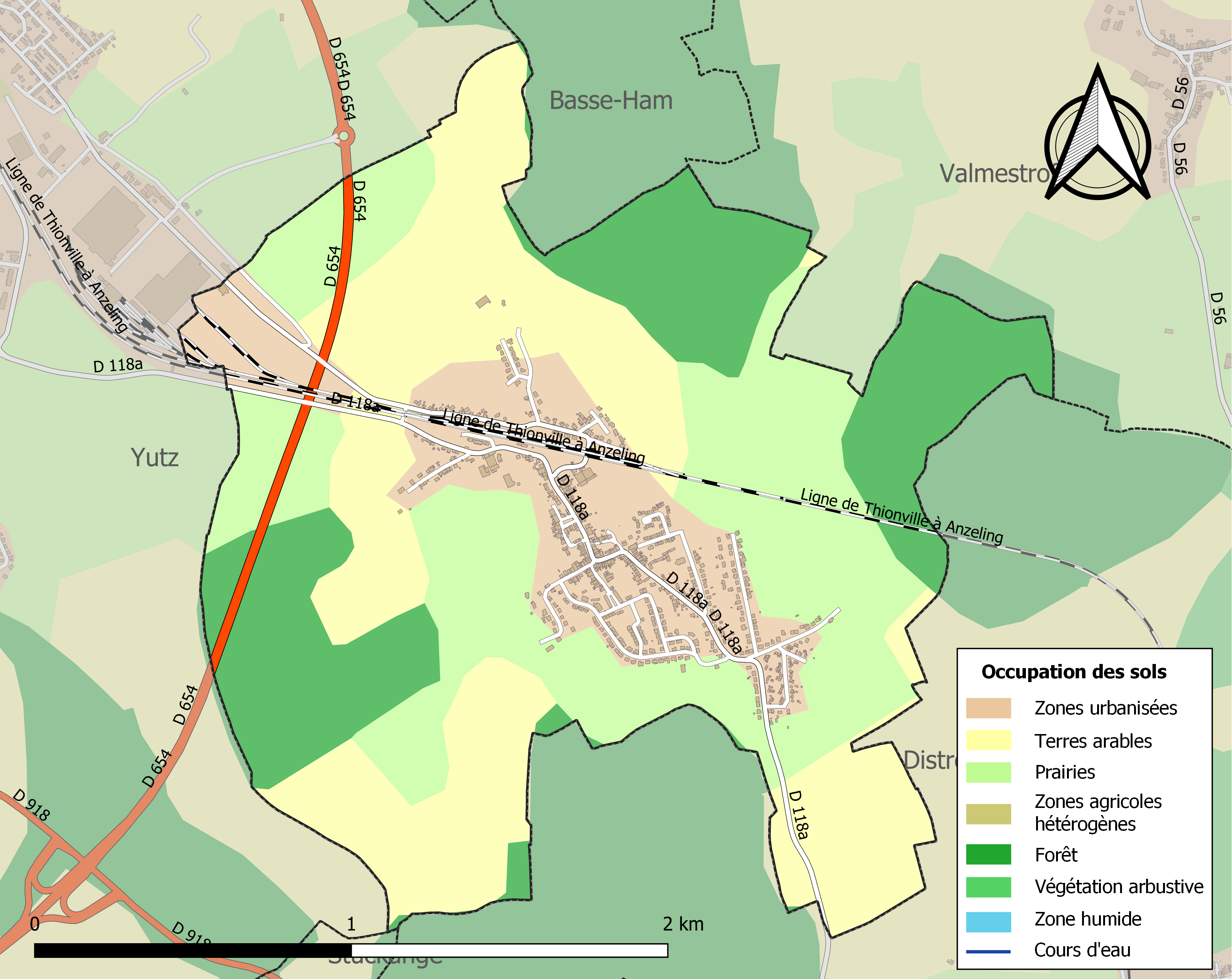
Kaart van de gemeente met de belangrijkste infrastructuur, bodemgebruik en omliggende gemeenten

## Demografie
Onderstaande figuur toont het verloop van het inwonertal (bron: INSEE-tellingen).